# Oligodontie
Oligodontie is het congenitaal ontbreken van meerdere tanden.

In de literatuur is er geen duidelijk verschil tussen de term
hypodontie en oligodontie. Dikwijls wordt uitgegaan van de classificatie hypodontie als er minder dan zes blijvende gebitselementen, exclusief de derde molaren, ontbreken. Oligodontie is dan het congenitaal ontbreken van zes of meer blijvende gebitselementen, exclusief de derde molaren. Een extreme en gelukkig zeer zeldzame vorm van oligodontie is anodontie. Hiervan is sprake wanneer er geen enkele definitieve tand is aangelegd.

Oligodontie komt voor bij 8,4 op de 10.000 mensen.
Oligodontie is een multifactoriële afwijking. Mutaties in de homeobox-genen PAX9, MSX1 en AXIN2 worden in verband gebracht met het afwezig zijn van een of meerdere elementen. Naast de genetische component lijken ook omgevingsfactoren zoals enkele medicijnen, bestraling en rodehond invloed te hebben op het ontwikkelen van oligodontie.
In 2004 ontdekte professor Irma Thesleff van het (Institute of Biotechnology van de Universiteit van Helsinki) het gen AXIN2 dat door mutatie oligodontie of anodontie veroorzaakt. Ditzelfde gen zou ook verantwoordelijk zijn voor het ontstaan van darmkankers.
Verder wordt oligodontie gezien bij vele syndromen bv. syndroom van Down, Van der woude syndroom en ectodermale dysplasie.

## Behandeling
In eerste instantie zal men zo lang mogelijk proberen de melktanden te behouden. Het is wel nodig om reeds vroeg een behandelingsplan op te stellen voor de toekomst.

Op langere termijn wordt meer voor een implantaat oplossingen gekozen, meestal in combinatie met orthodontie.
Ook de groei van onder en bovenkaak moet in deze gevallen zeker worden gevolgd.

Deze afwijking heeft meestal aanzienlijke financiële gevolgen aangezien de beste behandelingen kostbaar zijn.